# هیدرازوئیک اسید
هیدرازوئیک اسید (به انگلیسی: Hydrazoic acid) با فرمول شیمیایی HN۳ یک ترکیب شیمیایی است. که جرم مولی آن 43.03 g/mol می‌باشد. شکل ظاهری این ترکیب، مایع بی‌رنگ بسیار خطرناک و حساس است.